# Peter Asher
Peter Asher CBE (Londres, 22 de junho de 1944) é um guitarrista, cantor, empresário e produtor musical britânico. Ele ganhou fama na década de 1960 como membro da dupla de música pop Peter & Gordon antes de seguir para uma carreira de sucesso como empresário e produtor musical. A partir de 2018, começou a excursionar ao lado de Jeremy Clyde, do Chad & Jeremy, em uma nova dupla chamada Peter and Jeremy, onde eles tocam hits de seus respectivos catálogos. Em 2019, Asher publicou o livro The Beatles from A to Zed sobre suas reminiscências pessoais com a banda.
Seu primeiro e maior sucesso foi a canção "A World Without Love", composta por Paul McCartney em 1964. Jane Asher, irmã de Peter, era, em meados da década de 1960, namorada de McCartney. Através dessa conexão, Peter & Gordon costumavam receber canções não registradas de Lennon-McCartney para se apresentar.
Asher foi treze vezes indicado ao Grammy Award, vencendo três: duas vezes como Produtor do Ano e uma por Melhor Álbum de Comédia, juntamente com Robin Williams. Ele foi nomeado Comandante da Ordem do Império Britânico (CBE) no Ano Novo de 2015 por seus serviços prestados à indústria musical britânica. Sua filha, Victoria Asher, também é musicista.